# 西吉野温泉
西吉野温泉（にしよしのおんせん）は、奈良県五條市西吉野町城戸（旧西吉野村）（旧国大和国）にある温泉。

## 泉質
- ナトリウム - 塩化物泉

## 温泉街
- 数件の温泉宿がある。

## 歴史
- 西吉野温泉の歴史は古く、南北朝時代に吉野へと向かわれる途中の南朝の天皇が立ち寄られ、旅の疲れを癒されたということが伝わっている。
- 幕末の頃から温泉宿がいくつか並び、街道を往来する旅人の良い宿場となっていた。

## アクセス
- 車 ：五條市中心部（本陣交差点＝国道24号、国道168号、国道310号交点） から国道168号を十津川方面へ南下約30分。城戸交差点で県道20号を下市方面へ約3分。
- バス：JR和歌山線五条駅から奈良交通城戸・十津川温泉・新宮方面ゆきバスで約30分、城戸停留所下車徒歩約20分。そのほか平日（月～金曜日）に限られるが、五条駅から五條市のデマンド型乗合タクシー（事前予約制、市民以外も利用可能）が西吉野温泉口まで1日3往復運行されている。なお、奈良交通による西吉野温泉へのバス路線は2018年9月末で廃止された。